# Котежипі (мікрорегіон)
Котежипі (порт. Microrregião de Cotegipe) — мікрорегіон в Бразилії, входить в штат Баїя. Складова частина мезорегіону Крайній захід штату Баїя. Населення становить 110 802 чоловік на 2005 рік. Займає площу 22 981,075 км². Густота населення — 4,8 чол./км².

## Склад мікрорегіону
До складу мікрорегіону включені наступні муніципалітети:
1. Анжикал
2. Брежоландія
3. Котежипі
4. Крістополіс
5. Мансідан
6. Санта-Ріта-ді-Кассія
7. Табокас-ду-Брежу-Велью
8. Вандерлей

| Бразилія | Це незавершена стаття з географії Бразилії. Ви можете допомогти проєкту, виправивши або дописавши її. |